# 울라디슬라우 바슈크
울라디슬라우 빅토로비치 바슈크(우크라이나어: Владислав Вікторович Ващук, 1975년 1월 2일 ~ )는 수비수로 활약했던 우크라이나의 전 축구 선수로, 마지막으로 볼린 루츠크에서 뛰었다.
바슈크는 우크라이나 국가대표팀의 일원으로 63경기에 출전했다. 그는 주로 센터백 포지션에서 뛰었으며 스위퍼로도 활용될 수 있었다.

## 구단 경력
바슈크는 디나모 키이우 축구 아카데미에서 선수 생활을 시작했다. 1993년 시니어 팀에 데뷔한 그는 이후 10시즌 동안 팀에서 뛰었다. 2003년에는 스파르타크 모스크바에서 단 한 시즌을 보냈고, 다음 시즌인 2004-05년 시즌에 다시 우크라이나로 이적했다. 2005-06년 시즌에 6경기를 뛴 후 다시 디나모 키이우로 이적했다. 디나모에서 그는 총 9번의 우크라이나 프리미어리그 타이틀, 6번의 우크라이나 컵, 1번의 우크라이나 슈퍼컵을 획득했다. 2008년 여름, 그는 새로 승격된 르비우와 1년 계약을 체결했으며, 이 계약은 6개월 동안만 지속되었다. 2009년 3월 11일, 그는 초르노모레츠 오데사와 시즌 남은 기간 동안 계약을 체결했다. 2008-09년 시즌이 끝날 때 계약이 만료되어 자유계약선수로 방출되었다. 이후 바슈크는 2009-10년 시즌을 위해 초르노모레츠에 다시 합류했지만 시즌이 끝나고 다시 떠났다.

## 국가대표팀 경력
바슈크는 우크라이나 U-21 국가대표팀에서 국제 경력을 시작하여 22경기에 출전했다. 1996년부터 그는 우크라이나 국가대표팀에서 활약해 왔다. 2006년에는 우크라이나 최초의 FIFA 월드컵 결승 토너먼트에 출전하게 되었다. 바슈크는 대회 첫 경기에서 스위스 심판 마시모 부사카로부터 논란의 여지가 있는 판정으로 레드카드를 받았다. 페널티 지역에서 선수들 간의 신체 접촉이 없음을 나타내는 여러 카메라 각도에도 불구하고, 47분에 스페인에게 페널티킥이 주어졌다.